# Lóránd Hegyi
Lóránd Hegyi (Budapest, 19 de abril de 1954) es un historiador de arte húngaro. Es el director del Museo de Arte Moderno y Contemporáneo de Saint-Étienne.
Lorand Hegyi presentó sistemáticamente a muchos grandes maestros del arte contemporáneo como Jannis Kounellis, Salvatore Garau, Michelangelo Pistoletto, Giovanni Anselmo, Günther Uecker, Dennis Oppenheim, Richard Nonas, Joel Shapiro, Roman Opałka, ORLAN, Bertrand Lavier, Gilbert & George, Anne e Patrick Poirier, Georg Baselitz, Tony Cragg, Peter Halley, Anish Kapoor.

## Miembro de Comités
Lóránd Hegyi ha sido miembro de numerosos e importantes comités internacionales institucionales de inversión en arte y fondos de inversión, entre ellos: el Banco Europeo de Inversiones (BEI) en Luxemburgo, miembro del comité de adquisición internacional del banco UniCredit, del Comité de la Fundación Salzburgo en Austria, del Comité Nacional del Gobierno francés para el Arte en Francia y del Comité del banco “Société Générale” en Francia.

## Biografía
Fue Director de la Museo de Arte Moderno Ludwig de Viena de 1990 a 2001, donde desarrolló una de las más grandes y complejas colecciones arte contemporáneo Europa Central y del Este que dedicó dos grandes exposiciones: "Réductivisme - Abstracciones en Polonia, Hungría y Checoslovacchia"(Viena, 1992) y "esperan posiciones: Cincuenta años de arte en el centro de Europa" (Viena, Barcelona, Southampton, 1999).
Al mismo tiempo que era Conservador de numerosas exposiciones internacionales es el tema abstracto figurativo, incluyendo: "Referencias Malevitch, Duchamp, Beuys" (Viena, 1996), "La Casa, el cuerpo, el corazón", "Construcción de las identidades" (Viena, Praga 1999), "Concepción del espacio" (Barcelona, 2002). Él fue comisionado de la Bienal de Venecia y Toyama Trienal al museo de arte moderno de Japón director artístico en 2003, y luego fue nombrado la Bienal de Stuttgart escultura en 1995 y el Bienal de Valencia de nuevo en 2003. Fue miembro de "Comité d'art de Luxemburgo" 1996-2000.
Es miembro del comité artístico de la Fundación Salzburgo en Austria desde 1999, Asesor de la Palazzo delle Arti Napoli desde 2001, miembro del "Comité des arts" de la BEI de 'Unión Europea en Luxemburgo, a 2003 es director general de la Museo de arte moderno de Saint-Etienne donde dirige la segunda mayor colección de arte contemporáneo en Francia y uno de los primeros en Europa.
Ha sido comisario de exposiciones "Passaggio d'Europa, uno sguardo sull'Europa centrale e orientale" (Saint-Étienne, 2004), "Insediamenti, Alla ricerca delle possibili sedi" (Saint-Étienne, 2004), "Il Donatore" (Napoli, 2005), "Domicilio, pubblico/privato" (Saint-Étienne, 2005), "Micro-Narrative, tentazione delle piccole realtà" (Saint-Étienne, 2008), "Fragile" (Saint-Etienne, 2009), "Isole mai trovate" (Genova, Saint-Etienne, Salonicco, 2010-2011).

## Premios y condecoraciones
- Gran Cruz de la Orden del Mérito Civil (España),  por el mérito no artes
- Caballero de la Orden Legión de Honor  por el mérito no artes
- Laurea honoris causa (2006)
- Caballero de la Orden Orden al Mérito de la República Italiana (Cavaliere dell'Ordine al Merito della Repubblica Italiana),  por el mérito no artes
- Premio Mihály Munkácsy (1991)
- Caballero de la ordre des Arts et des Lettres (1999)

## Publicaciones
Hegyi ha publicado ampliamente en las obras de arte contemporáneo en francés y en Inglés. Sus principales publicaciones sobre el arte de la Europa central y oriental.
En sus ensayos "la fragilidad del lenguaje" refleja en la primera mitad de la historia artística y cultural de Europa central y oriental en la segunda mitad Hegyi analiza la evolución del lenguaje artístico del siglo XX hasta la actualidad.
Ha publicado varios libros sobre arte contemporáneo incluyendo los más conocidos:
- Nouvelle Sensibilité : changements du paradigme (1983)
- Expériences et Fictions : Modèles d'Avant-garde (1993)
- The "space mosaics" of Susanne Riegelnik : of Susanne Riegelnik  (1995)
- Avant-gardes et Transavangardes : Périodes de l'art moderne (1996)
- Alexandria (1998)
- Roman Opalka (2000)
- I love You (2003)
- Salvatore Garau (2004)
- Diversities (2004)
- The Courage to be Alone – Re-inventing of Narratives in Contemporary Art (2004)
- Napoli presenze. Posizioni e prospettive dell’arte contemporanea (2005)
- Micro-Narratives (2008)
- Salvatore Garau. Photogrammes avec horizon (2009)
- Fragilité de la narration (2009)
- Salvatore Garau, Rosso Wagner (2015)
- Salvatore Garau 1993/2015 papèis e telas, Editore Ambasciata Italiana, Museu Nacional do Conjunto Cultural da República, Brasilia, Brasile (2016)